# جزيرة كالياماس
جزيرة كالياماس وهي جزيرة من جزر إندونيسيا، وتتبع إقليم كليمنتان الجنوبية في إندونيسيا.